# European Touring Car Championship
European Touring Car Championship (ETCC) – europejskie mistrzostwa samochodów turystycznych organizowane przez FIA w latach 1963–88 i 2000–04. W 2005 ETCC zastąpiono ogólnoświatową serią World Touring Car Championship, natomiast na szczeblu europejskim organizowany jest puchar European Touring Car Cup. Liczba rund wyścigowych jest różna. W latach 2005–2009 odbywała się jedna runda rocznie. W edycji 2010 odbyły się trzy rundy. W roku 2012 FIA ułożyła kalendarz z czterema rundami na torach: Monza, Slovakiaring, Salzburgring i Imola. W ETCC kierowcy startują samochodami klasyfikowanymi w czterech kategoriach: Super 2000, Super 2000D, Superprodukcyjnej i Super 1600.

## Mistrzowie

### 1963–88
| Rok  | Kierowcy | Producenci                                                                  |
| ---- | --- | --------------------------------------------------------------------------- |
| 1963 | Peter Nöcker (Jaguar Mark II)                                                                                              | –                                                                           |
| 1964 | Warwick Banks (BMC Mini Cooper S)                                                                                          | –                                                                           |
| 1965 | Dyw. 1 Ed Swart (Abarth 1000 TC) Dyw. 2 John Whitmore (Ford Lotus Cortina) Dyw. 3 Jacky Ickx (Ford Mustang)                | Dyw. 1 Abarth Dyw. 2 Ford Dyw. 3 Ford                                       |
| 1966 | Dyw. 1 Giancarlo Baghetti (Abarth 1000 TC) Dyw. 2 Andrea de Adamich (Alfa Romeo 1600 GTA) Dyw. 3 Hubert Hahne (BMW 2000TI) | Dyw. 1 Abarth Dyw. 2 Alfa Romeo Dyw. 3 BMW                                  |
| 1967 | Dyw. 1 Willi Kauhsen (Abarth 1000 TC) Dyw. 2 Andrea de Adamich (Alfa Romeo 1600 GTA) Dyw. 3 Karl von Wendt (Porsche 911)   | Dyw. 1 Abarth Dyw. 2 Alfa Romeo Dyw. 3 Porsche                              |
| 1968 | Dyw. 1 John Handley (Morris Mini Cooper S) Dyw. 2 John Rhodes (Morris Mini Cooper S) Dyw. 3 Dieter Quester (BMW 2002)      | Dyw. 1 BMC Dyw. 2 BMC Dyw. 3 BMW                                            |
| 1969 | Dyw. 1 Marsilio Pasotti (Abarth 1000 TC) Dyw. 2 Spartaco Dini (Alfa Romeo 1600 GTA) Dyw. 3 Dieter Quester (BMW 2002)       | Dyw. 1 Abarth Dyw. 2 Alfa Romeo Dyw. 3 BMW                                  |
| 1970 | Toine Hezemans (Alfa Romeo 2000 GTAm)                                                                                      | BMW                                                                         |
| 1971 | Dieter Glemser (Ford Capri RS2600)                                                                                         | Alfa Romeo                                                                  |
| 1972 | Jochen Mass (Ford Capri RS2600)                                                                                            | Alfa Romeo                                                                  |
| 1973 | Toine Hezemans (BMW 3.0 CSL)                                                                                               | BMW                                                                         |
| 1974 | Hans Heyer (Ford Escort RS1600)                                                                                            | Ford                                                                        |
| 1975 | Siegfried Müller Sr (BMW 3.0 CSL) Alain Peltier (BMW 3.0 CSL)                                                              | Dyw. 1 Ford Dyw. 2 BMW                                                      |
| 1976 | Jean Xhenceval (BMW 3.0 CSL) Pierre Dieudonné (BMW 3.0 CSL)                                                                | Dyw. 1 Alfa Romeo Dyw. 2 Alfa Romeo Dyw. 3 Opel Dyw. 4 BMW                  |
| 1977 | Dieter Quester (BMW 3.0 CSL)                                                                                               | Dyw. 1 Alfa Romeo Dyw. 2 Volkswagen Dyw. 3 Alfa Romeo Dyw. 4 BMW Dyw. 5 BMW |
| 1978 | Umberto Grano (BMW 3.0 CSL)                                                                                                | BMW                                                                         |
| 1979 | Martino Finotto (BMW 3.0 CSL) Carlo Facetti (BMW 3.0 CSL)                                                                  | BMW                                                                         |
| 1980 | Helmut Kelleners (BMW 320) Siegfried Müller Jr (BMW 320)                                                                   | Audi                                                                        |
| 1981 | Umberto Grano (BMW 635CSi) Helmut Kelleners (BMW 635CSi)                                                                   | Škoda                                                                       |
| 1982 | Umberto Grano (BMW 528i)                                                                                                   | Alfa Romeo                                                                  |
| 1983 | Dieter Quester (BMW 635CSi)                                                                                                | Alfa Romeo                                                                  |
| 1984 | Tom Walkinshaw (Jaguar XJS)                                                                                                | Alfa Romeo                                                                  |
| 1985 | Gianfranco Brancatelli (Volvo 240 Turbo) Thomas Lindström (Volvo 240 Turbo)                                                | Alfa Romeo                                                                  |
| 1986 | Roberto Ravaglia (BMW 635CSi)                                                                                              | Toyota                                                                      |
| 1987 | Winfried Vogt (BMW M3) | BMW                                                                         |
| 1988 | Roberto Ravaglia (BMW M3)                                                                                                  | Ford                                                                        |

### 2000–04
| Rok  | Klasyfikacja generalna                                                                                    | Klasyfikacja generalna   | Klasyfikacja niezależnych                                                                                                 | Klasyfikacja niezależnych |
| Rok  | Kierowcy                                                                                                  | Zespoły/Producenci       | Kierowcy | Zespoły                   |
| ---- | --- | ------------------------ | --- | ------------------------- |
| 2000 | Fabrizio Giovanardi (Alfa Romeo 156)                                                                      | Nordauto Engineering     | – | –                         |
| 2001 | Fabrizio Giovanardi (Alfa Romeo 156) (kat. superturystyczna) Peter Kox (BMW 320i) (kat. superprodukcyjna) | Alfa Romeo Team Nordauto | Sandro Sardelli (Nissan Primera GT) (kat. superturystyczna amatorska) Norman Simon (BMW 320i) (kat. superprodukcyjna U25) | –                         |
| 2002 | Fabrizio Giovanardi (Alfa Romeo 156)                                                                      | Alfa Romeo               | Fabrizio Giovanardi (Alfa Romeo 156)                                                                                      | –                         |
| 2003 | Gabriele Tarquini (Alfa Romeo 156)                                                                        | BMW                      | Duncan Huisman (BMW 320i)                                                                                                 | Alfa Romeo Autodelta      |
| 2004 | Andy Priaulx (BMW 320i)                                                                                   | BMW                      | Tom Coronel (BMW 320i) | AutoDelta Squadra Corse   |